# Ги ан Солоњ
Ги ан Солоњ (фр. Gy-en-Sologne) насеље је и општина у централној Француској у региону Центар (регион), у департману Лоар и Шер која припада префектури Роморантен Лантне.
По подацима из 2011. године у општини је живело 512 становника, а густина насељености је износила 14,25 становника/km². Општина се простире на површини од 35,92 km². Налази се на средњој надморској висини од 90 метара (максималној 111 m, а минималној 77 m).

## Демографија
| 1962. | 1968. | 1975. | 1982. | 1990. | 1999. | 2011. |
| ----- | ----- | ----- | ----- | ----- | ----- | ----- |
| 488   | 513   | 509   | 444   | 419   | 449   | 512   |

График промене броја становника у току последњих година